# Marcellina
Marcellina est une commune italienne de la ville métropolitaine de Rome Capitale dans la région Latium en Italie.

## Géographie
La ville de Marcellina se trouve à environ 40 kilomètres à l'est de Rome sur les contreforts des Monts Lucrétiliens à une altitude moyenne de 285 mètres. Les communes attenantes sont Guidonia Montecelio, San Polo dei Cavalieri et Tivoli.

## Démographie
Habitants recensés

## Administration
| Période                                  | Période  | Identité           | Étiquette | Qualité |
| ---------------------------------------- | -------- | ------------------ | --------- | ------- |
| 5 mai 2016                               | en cours | Lundini Alessandro |           |         |
| Les données manquantes sont à compléter. |          |                    |           |         |

## Économie
Depuis les années 1930, une partie de l'économie de la ville est basée sur l'exploitation des carrières pour la fabrication du plâtre et du ciment par la société Unicem.

## Culture

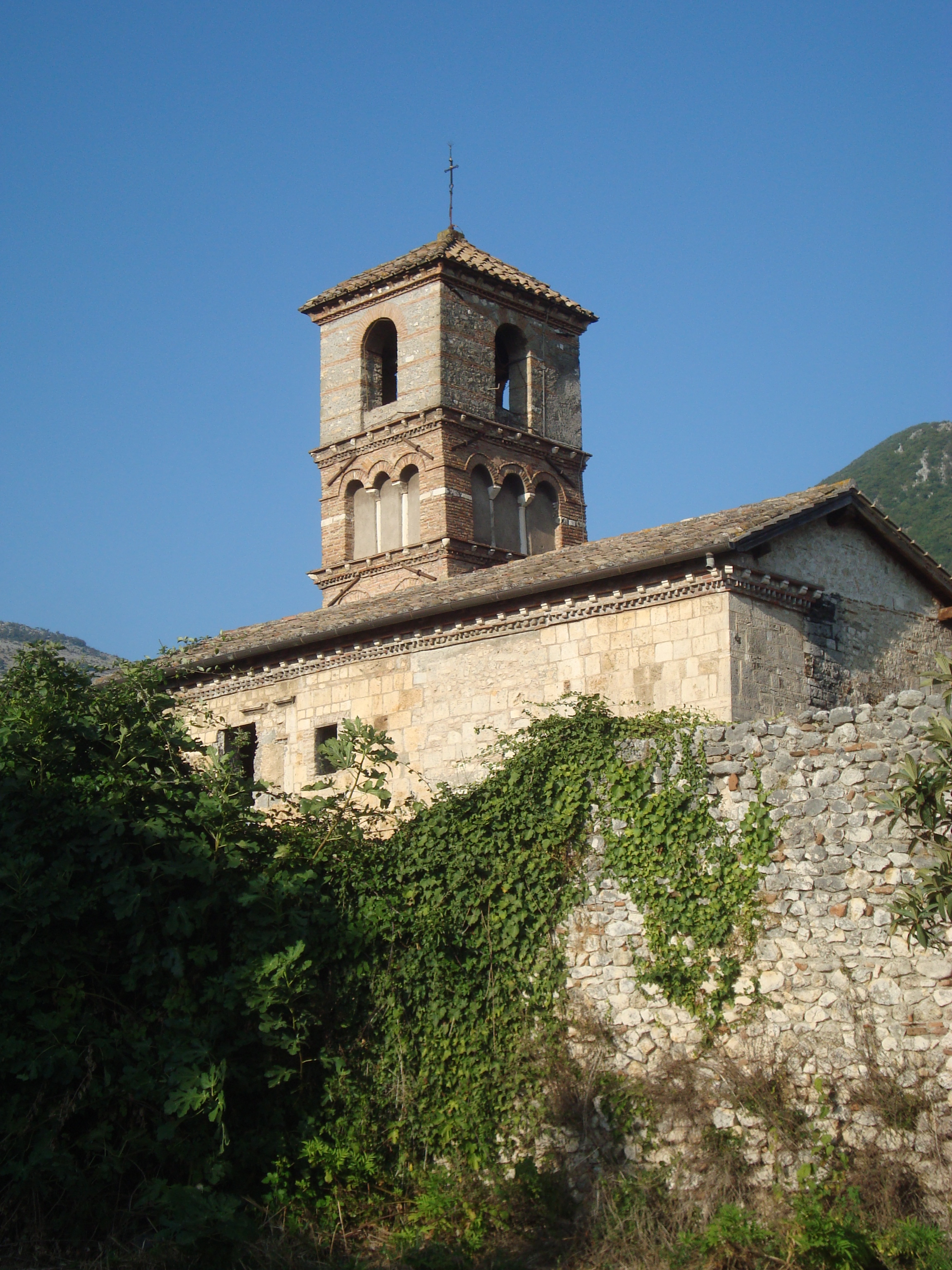
L'église Santa Maria et son campanile roman du XIIIe siècle.

- Le sanctuaire de la Madonna delle Grazie, datant du IXe siècle.
- L'église Santa Maria XIIIe siècle.
- L'église Cristo Re XXe siècle.